# Nazik Saba-Yared
Nazik Saba-Yared (Jeruzalem, 11 april 1928) is een Palestijns schrijfster, essayist, wetenschapper en literatuurcriticus. Ze woont en werkt in Beiroet, Libanon.

## Levensloop
Ze werd geboren als Nazik Saba (ook wel gespeld als Nazek) en trouwde in 1949 met Ibrahim Yared. Ze hebben samen drie kinderen.
In 1948 slaagde ze voor de lerarenopleiding aan de Universiteit van Caïro (toen bekend als Fouad I-universiteit). Daarna werd ze docent voor het Collège Protestant Français in Beiroet; in religieuze zin volgt ze zelf het Anglicanisme. Vervolgens was ze van 1950 tot 1978 docent Arabische literatuur.
Tussendoor behaalde ze aan de American University of Beirut de mastergraad in 1967 en de doctorsgraad in 1976, beide in Arabische literatuur. Vervolgens werd ze vanaf 1978 assistent-professor voor Arabische literatuur aan de Lebanese American University. Hier bleef ze aan tot 1998.
Het Prins Claus Fonds onderscheidde haar in 1998 met een Prins Claus Prijs voor haar inzet in het opnieuw oprichten van het Baalbeck International Festival sinds 1997, nadat het festival door de Libanese Burgeroorlog niet meer was georganiseerd.

## Werk (selectie)
- 1983: Dār al-Fikr al-Lubnān
- 1991: Al-rahhaloun al-'arab wa hadarat al-gharb (Arabische reizigers en het westen)
- 1992: Taqasim 'ala watarin da'i' (improvisaties op een missend koord). ISBN 9781557284969
- 1998: Al-dhikrayat al-mulghat (afgelaste herinneringen), ISBN 9780815609377
- 2002: al-Kātibāt al-Lubnānīyāt: bībliyūghrāfiyā, 1850-1950 (Secularisme en de Arabische wereld, 1850-1950), ISBN 9780863563935
- 2008: Dhikrayat lam taktamil

## Erkenning
- 1970: Lid van het internationale Baalbeck Festival
- 1977: Ridder in de Orde van de Academische Palmen, voor haar bijdrage aan de Franse cultuur
- 1992: Erelidmaatschap Association of Lebanese Women Researchers
- 1996: Prijs van de Arkansas University Press voor de roman Taqasim 'ala watarin da'i'
- 1997: Prijs van de Lebanese Association For Children’s Books voor Fi Dhill al-Qal'a
- 1998: Prins Claus Prijs, voor de heroprichting van het internationale Baalbeck Festival
- 1999: Lebanese Association of Children's Books, Beste kinderboek: Ba'idan 'an Dhill al'Qal'a

- Bibsys: 9074640
- Bibliothèque nationale de France: cb136117151 (data)
- CiNii: DA06931686
- Gemeinsame Normdatei: 1042308837
- International Standard Name Identifier: 0000 0000 8136 0374
- Library of Congress Control Number: n82144356
- Nationale Bibliotheek van Israël: 987007273870705171
- Nederlandse Thesaurus van Auteursnamen: 08712355X
- Système universitaire de documentation: 087469170
- Virtual International Authority File: 56784400
- WorldCat: E39PBJxrWTFrKtWQP7RyjbgBT3